# 卡纳克社会主义解放
卡纳克社会主义解放（法語：Libération Kanak Socialiste，缩写为LKS）是新喀里多尼亚的一个支持独立的卡纳克人社会主义政党。  
1981年，卡纳克解放党内部最激进的成员不满该党日益温和的立场以及与法国社会党关系日益密切，因而退党，另外建立卡纳克社会主义解放。卡纳克社会主义解放最初由马克思主义者尼多伊什·奈塞林领导，并在1981年选举中拒绝支持喀里多尼亚联盟的罗克·皮乔特。然而，该党在随后趋于温和，在1980年代未参与卡纳克和社会主义民族解放阵线领导的选举抵制运动。到1990年代，该党甚至开始与反独立派的“共和国为了喀里多尼亚联盟”在洛亚蒂群岛省展开合作。依靠这一联盟，尼多伊什·奈塞林在1995年—1999年担任洛亚蒂群岛省主席。在此期间，该党提出了“独立-联系”的政治纲领，并率先与反独立派展开早期谈判，而卡纳克和社会主义民族解放阵线则拒绝谈判，直到北部的矿业争端得到解决。该党与“共和国为了喀里多尼亚联盟”的联盟于2004年终止，但该党依然与反独立派保持密切联系，尤其是与“未来一起”关系良好。